# بروتين ذاتي
بروتين ذاتي (بالإنجليزية: Self-protein)‏ هو مُصطلح مناعي يُقصد به البروتين المُنتج طبيعيًا من قبل كائنٍ مُعين، ويجب أن يكون الجهاز المناعي للكائن الحي متحملًا للبروتين الذاتي، وفي حالِ عدم تَحمُله يكون هُناكَ مناعة ذاتية.